# Lente superacromática

Una lente superacromática concentra cuatro longitudes de onda en un plano focal común, con una aberración cromática residual cercana a cero.

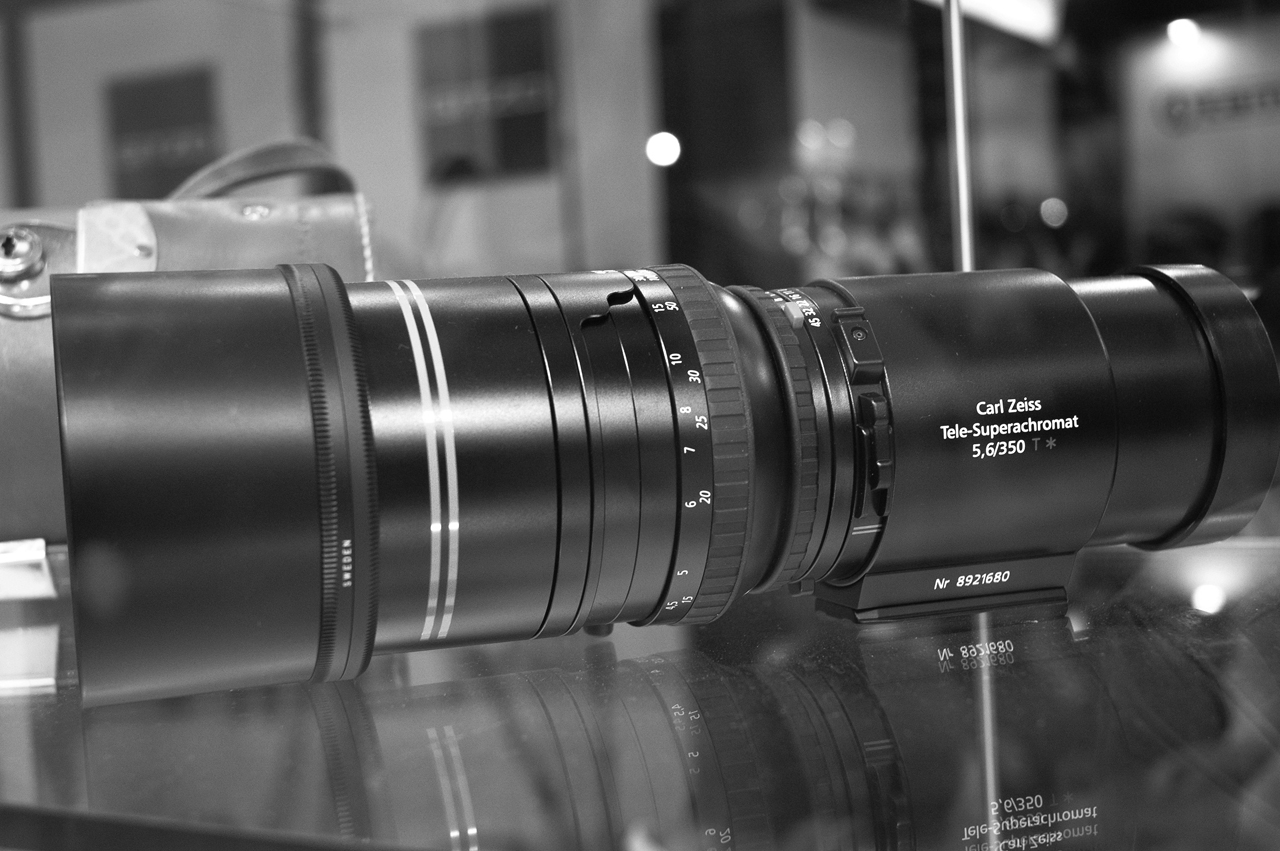
Lente Carl Zeiss Tele-Superachromat, 5,6/350 T*

La lente superacromática (también conocida en inglés como superachromat) fue concebida y desarrollada por Maximilian Herzberger como un tipo de lente perfectamente ajustada que prácticamente elimina el problema de la aberración cromática. La curva de cambio del color de una lente superacromática es una cuártica, lo que significa que en teoría cuatro colores separados pueden ser concentrados en el mismo plano focal, corrigiendo simultáneamente la aberración esférica y las de campo. Esta corrección casi perfecta de la aberración cromática es altamente beneficiosa en películas y soportes digitales de fotografía multi-espectral, donde los objetivos superacromáticos pueden enfocar longitudes de onda cercanas al infrarrojo (de 0.7 a 1.0 micrómetros) en el mismo plano focal que la luz visible, eliminando la necesidad de reenfocar mediante un postproceso. Desafortunadamente, debido a la limitada gama de vidrios ópticos con las necesarias propiedades de dispersión, estas lentes tienen que fabricarse con costosos vidrios de fluorita y con tolerancias constructivas extremadamente exigentes.